# Чемпионат мира по шоссейным велогонкам 2019 — групповая гонка (андеры)
Групповая гонка у андеров на чемпионате мира по шоссейному велоспорту 2019 года прошла 27 сентября в британском Харрогейте. Победу одержал итальянский велогонщик Самуэле Баттистелла.

## Участники
Страны-участницы определялись на основании рейтингов UCI Continental Circuits для гонщиков категории U-23, UCI Continental Circuits независимо от возраста и UCI Under 23 Nations' Cup. Максимальное количество гонщиков в команде не могло превышать 5 человек.  Помимо этого вне квоты могли участвовать действующие чемпион мира и чемпионы континентальных чемпионатов. Всего участие приняло 158 участников из 46 стран.
| Национальные сборные (46)- Ангилья - Германия - Аргентина - Австралия - Австрия - Бельгия - Беларусь - Бразилия - Буркина-Фасо - Канада - Чили - Китай - Колумбия - Чехия - Дания - Эритрея - Испания - Эстония - Финляндия - Франция - Великобритания - Гонконг - Гондурас - Венгрия - Ирландия - Италия - Япония - Казахстан - Литва - Люксембург - Нидерланды - Норвегия - Новая Зеландия - Польша - Португалия - Румыния - Россия - Руанда - Словения - ЮАР - Сербия - Швейцария - Словакия - Швеция - Тринидад и Тобаго - США |
| |

## Маршрут
Старт и финиш расрасполагался в Харрогейте, а сама трасса представляла 14-километровой круг через город Харрогейт в округе Северный Йоркшир, проходившийся один раза. Профиль круговой трассы технический и имел слегка холмистый профиль с тремя подъёмами. Первым располагался Отли Роуд (Otley Road) (протяжённость 1600 метров, средний градиент 3,4%), вершина которого находилась за 11,8 км до финишной черты. Затем шёл относитеьной прямой спуск и начинался второй подъём Пот Банк (Pot Bank) (протяжённость 600 метров, средний градиент 3,5%) за 7,4 км до финишной черты. Третий подъём Харлоу Мур (Harlow Moor) (протяжённость 1200 метров, средний градиент 5,2%) располагался за 6 км до финиша. Последний километр сначала включал на протяжении 400 метров три резких поворота, после чего начиналась финишная прямая длинной 600 метров шедшая в подъём (на первых 100 метрах градиент в 4%).
Общая протяженность маршрута составила 14 километра.

## Результаты
| \| Генеральная классификация \| Генеральная классификация \| Генеральная классификация \| Генеральная классификация \| Генеральная классификация \| \| Гонщик \| Гонщик \| Команда \| Время \| \| \| ------------------------- \| ------------------------- \| ------------------------- \| ------------------------- \| ------------------------- \| \| 1-й \| Самуэле Баттистелла \| Италия U23 \| 3ч 53' 52 \| \| \| 2-й \| Стефан Биссеггер \| Швейцария U23 \| + 0 \| \| \| 3-й \| Том Пидкок \| Великобритания U23 \| + 0 \| \| \| 4-й \| Серхио Игита \| Колумбия U23 \| + 0 \| \| \| 5-й \| Андреас Крон \| Дания U23 \| + 0 \| \| \| 6-й \| Тобиас Фосс \| Норвегия U23 \| + 0 \| \| \| 7-й \| Паскаль Энкхорн \| Нидерланды U23 \| + 38 \| \| \| 8-й \| Миккель Бьерг \| Дания U23 \| + 38 \| \| \| 9-й \| Матье Бургодо \| Франция U23 \| + 38 \| \| \| 10-й \| Торджус Слин \| Норвегия U23 \| + 38 \| \| |                     |                    |           |
| |                     |                    |           |
| Источник: ProCyclingStats |                     |                    |           |
| Генеральная классификация |                     |                    |           |
| Гонщик | Гонщик              | Команда            | Время     |
| 1-й | Самуэле Баттистелла | Италия U23         | 3ч 53' 52 |
| 2-й | Стефан Биссеггер    | Швейцария U23      | + 0       |
| 3-й | Том Пидкок          | Великобритания U23 | + 0       |
| 4-й | Серхио Игита        | Колумбия U23       | + 0       |
| 5-й | Андреас Крон        | Дания U23          | + 0       |
| 6-й | Тобиас Фосс         | Норвегия U23       | + 0       |
| 7-й | Паскаль Энкхорн     | Нидерланды U23     | + 38      |
| 8-й | Миккель Бьерг       | Дания U23          | + 38      |
| 9-й | Матье Бургодо       | Франция U23        | + 38      |
| 10-й | Торджус Слин        | Норвегия U23       | + 38      |